# لورا دان
لورا دان (بالإنجليزية: Laura Dunn)‏ هي مجدفة أسترالية، ولدت في 10 نوفمبر 1987.

## وصلات خارجية
- لورا دان على موقع الاتحاد الدولي للتجديف (الإنجليزية)